# Mariottes
Les mariottes sont des pâtisseries réalisées en pâte feuilletée traditionnellement proposées à la Chandeleur, le 2 février, à Montbard en Côte-d'Or. Cette tradition est issue d'une légende sans doute relativement récente sans que la date d'origine puisse être déterminée avec précision.

## La légende
On raconte qu'à Montbard, lors de la Chandeleur, des lavandières du Faubourg se rendirent à la fontaine des Douix. À travers la brume, elles aperçurent des fées habillées de fleurs et de verdure, portant couronnes et diadèmes sur la tête. Leurs ballerines dansaient sur les bords de l'étang, telles des marionnettes. Puis ces fées s'évanouirent dans le brouillard sous les yeux étonnées des lavandières qui décidèrent alors de faire une joyeuse fête aux sources des Douix pour commémorer cette apparition.

## Une tradition nouvelle
Pour représenter les fées, on préparait des pâtisseries dites « mariottes » ou « marionnettes » que l'on cuisait au four banal du Faubourg le jour de la Chandeleur. Jeunes et vieux se rendaient en fête à la fontaine mariottes en main. On décapitait ces mariottes puis on jetait les têtes dans la source en frappant la surface de l'eau avec des baguettes ou des battoirs. Si les fées étaient reconnaissantes et se montraient bienveillantes, poursuit la légende, garçons et filles trouvaient à se marier dans l’année. Cette coutume était encore vivace dans les années 1930.
Cette fête à la fontaine a disparu tout comme les lavandières mais pas la confection des mariottes.

## Une pâtisserie appréciée
Au début du XXe siècle, le pâtissier Martin, logeant au bas de la rue du Faubourg, portait des mariottes aux lavandières, le jour de la Chandeleur.
Plus tard, en 1977, Claude Bride, pâtissier lui-aussi, établi rue Eugène-Guillaume à Montbard, a repris la confection de ces pâtisseries. 
En voici la recette : elles sont faites de pâte feuilletée à six tours, taillée à l’aide d' un emporte-pièce anthropomorphique.
Les personnages sont ensuite déposés sur une plaque à peine mouillée et badigeonnée de jaune d’œuf au pinceau et ils cuisent 6 à 7 min dans un four chaud. 
Dès leur sortie, les mariottes sont glacées au sirop de sucre et décorées avec des légumes secs : une lentille pour les yeux et des haricots blancs pour les boutons des vêtements. 
De deux tailles différentes, les grands modèles (27 cm de haut, 10 cm de large et 3 cm d'épaisseur) représentent des silhouettes vêtues comme au XIXe siècle : un homme en jaquette et chapeau haut de forme et une femme regardant de côté, vêtue d’une jupe arrivant à mi-mollets ; le modèle plus petit représente deux hommes ou deux enfants portant bicorne.
Depuis, les moules sont entrés dans les collections du musée-site Buffon. Aucune pâtisserie ne propose aujourd’hui leur fabrication mais l'Association du quartier de la Brenne propose, depuis 2017, une dégustation de mariottes.